# Башкіров Дмитро Олександрович
Дмитро́ Олекса́ндрович Башкі́ров (1 листопада 1931 — 7 березня 2021) — радянський російський піаніст, Народний артист РСФРР (1990), Лауреат конкурсу ім. Ж. Тібо і М. Лонг в Парижі (1955, Ґран-прі).
Нагороджений «Орденом короля Альфонса X» за заслуги в області культури й освіти (Іспанія), Почесною медаллю Мадридського університету, Почесною медаллю Роберта Шумана, Почесним знаком Рурського фестивалю піаністів (Німеччина), званням Почесного професора (Honoris causa) Шанхайської консерваторії (Китай).
Народився у Тбілісі. Вчився в музичній школі-десятилітці при Тбіліській консерваторії в А. Д. Вірсаладзе. В 1950—1955 р. навчався в Московській консерваторії (клас О. Б. Гольденвейзера), в 1957 р. — закінчив аспірантуру.
З 1957 по 1991 р. викладав спеціальне фортепіано в Московській консерваторії. Проводив майстер-курси в Зальцбурзі, Парижі, Лондоні, Нью-Йорку, Лос-Анджелесі, Оберлине, Єрусалимі, Стокгольмі, Сантандере, Афінах, Відні й інших музичних центрах.
Виконавський стиль Башкирова, одного з найвидатніших піаністів 2-й половини XX століття, сформувався під впливом шкіл О. Б. Гольденвейзера й Г. Г. Нейгауза. Його грі властиві блискуча віртуозність, вишуканість, експресія, артистизм, глибинне розуміння авторського задуму.
З 1956 р. гастролював в багатьох країнах світу (за винятком 1980—1989 років через заборону радянської влади). Виступав з найвидатнішими оркестрами Ленінградської і Московський філармоній, Державного симфонічного оркестру й Великого симфонічного оркестру, Віденський філармонії, «Королівської філармонії» (Лондон), Чиказького, Кливлендського оркестрів, «Гевандхауз» оркестру й оркестру «Де Парі», Ізраїльської філармонії, Гельсінської, Бухарестської, Белградської філармоній, Київської філармонії тощо.
В 1991 перебрався до Іспанії, де став професором Академії музики (консерваторії) імені королеви Софії в Мадриді.